# كارل كولتر
كارل كولتر هو لاعب كرة القدم الكندية كندي، ولد في 14 نوفمبر 1966 في لندسي ‏ في كندا.